# Severt Dennolf
Severt Dennolf, född den 13 maj 1920 i Nordmaling, död den 8 maj 1990, var en svensk friidrottare (långdistanslöpning). Inhemskt tävlade han för Nordmalings IF. Vid Olympiska sommarspelen 1948 i London placerade han sig på femte plats i 10 000 metersloppet. Han tilldelades samma år VK-guldet som årets bäste idrottare i Västerbotten.
Han vann SM-guld i terräng 8 km åren 1949 och 1952.